# Pedro Celis
Pedro Celis (Monterrey, Nuevo León, México) es un distinguido ingeniero de Microsoft Corporation ya retirado.
Sirvió a la U.S. President's (Presidencia de los Estados Unidos) en el Comité Asesor de Tecnología de la Información (PITAC) del 2003 al 2005.
PITAC asesora al presidente sobre las políticas e inversiones que el gobierno federal debe seguir para mejorar y mantener la preeminencia de los EE. UU. en la tecnología de la información.
Posee más de 15 patentes US patents.
En 2009 la "Hispanic Business Magazine" lo nombró uno de los 100 hispanos más influyentes en los Estados Unidos.
En febrero del 2014, anunció una oferta por el Congreso de Estados Unidos en el primer Distrito del Congreso del estado de Washington para desafiar al titular congresista Suzan DelBene.

## Educación y carrera
Celis se graduó en 1979 con una licenciatura en Ingeniería computacional en el Instituto Tecnológico y de Estudios Superiores de Monterrey (ITESM) y recibió tanto un título de maestría en Matemáticas (1982) y un doctorado en Ciencias de la Computación (1986) de la Universidad de Waterloo.
Se le considera uno de los investigadores de bases de datos más influyentes.
Trabajó como Profesor Asistente en el Departamento de Ciencias de la Computación de la Universidad de Indiana Bloomington. Más tarde trabajó como diseñador de software en Britton Lee, Inc.. Trabajó en Tandem Computers 1989-1998 donde se convirtió en director técnico del equipo [] NonStop SQL [].
En Microsoft de 1998-2012, Celis ocupó varios cargos en el Microsoft SQL Server grupo, incluyendo el liderazgo de la WinFS equipo en su creación y Director de tecnología para SQL Server. Trabajó en la organización Bing a partir de 2009 a 2011 fue considerado un líder técnico de alto nivel en la empresa.
El Consejo Ejecutivo de TI hispana nombró a Celis como uno de los hispanos más influyentes en la industria de TI en 2009
and 2010.

## Otras actividades
Celis es un organizador, fundador y miembro de la junta directiva. of Plaza Bank, a Latino business focused bank that opened in 2006 in Seattle, Washington.
Él es un miembro del consejo de Familias Fuertes y del Consejo de Prensa de Washington.
Ha escalado el Monte Rainier en beneficio al "Centro de Investigación del Cáncer Fred Hutchinson", cáncer de mama.
Él es fundador del capítulo del estado de Washington de la Asamblea Nacional Hispana Republicana y sirvió como su primer presidente desde 2001 a 2005. De 2005 a 2007 se desempeñó como Presidente Nacional de la RNHA.
En el 2008 en la primera campaña presidencial, Celis se desempeñó como Copresidente de la Mitt Romney de Comité Directivo Presidente Washington.